# Pokémon Diamond és Pearl
A Pokémon Diamond (ポケットモンスター ダイヤモンド; Hepburn: Poketto Monszutá Daijamondo, ’Pocket Monsters Diamond’) és Pokémon Pearl (ポケットモンスター パール; Hepburn: Poketto Monszutá Páru, ’Pocket Monsters Pearl’) verziók a Game Freak által fejlesztett Pokémon videójáték-sorozat úgynevezett negyedik generációjának játékai. A Nintendo adta ki Nintendo DS konzolra. Japánban 2006. szeptember 28-án jelent meg, később, 2007-ben pedig Észak-Amerikában, Ausztráliában és Európában is elérhetővé vált.
Az előző Pokémon játékokhoz hasonlóan a Diamond és a Pearl verziók is egy ifjú Pokémon-edző kalandjait mesélik el. Az edző mérkőzéseket vív pokémonjaival, miközben azok egyre erősebbekké válnak. A mérkőzések mellett azonban egy bűnszervezet terveit is meg kell a játékosnak hiúsítania. A játékok sok új funkciót vezetnek be: az Interneten is lehet játszani a Nintendo Wi-Fi kapcsolat segítségével, és megújult a csatarendszer is a speciális és fizikai kategóriák átrendezésével, azonban mindemellett a régi funkciók is megmaradtak, például a Pokémon versenyek is. A játékok nem függenek egymástól, de nagyjából ugyanaz a történetük, és, bár a kettőt külön is végig lehet játszani, szükséges pokémonokat cserélni a kettő között ahhoz, hogy a játékos teljesítse a játék Pokédexét.
A játékok általában pozitív fogadtatásban részesültek. A legtöbb kritikus örömmel fogadta a Wi-Fi funkciókat, és úgy érezték, hogy a játékmenet, bár sokat nem változott az előző játékok óta, még mindig magával ragadó. Azonban megosztotta őket a játék grafikája, és a hangokat túl egyszerűnek tartották. A játékok nagyobb sikernek örvendtek, mint a Game Boy Advance konzolon megjelent elődjeik: 17,67 millió példány fogyott el belőlük világszerte, ami 1 millióval több, mint amennyi a Pokémon Ruby és Sapphire-ből és 5 millióval több, mint amennyi a Pokémon FireRed és LeafGreenből kelt el.

## Játékmenet
A Pokémon Diamond és Pearl verziók szerepjátékok, kalandjáték elemekkel. A játék alapjai nagyrészt megegyeznek az elődeikével. Mint minden Pokémon hordozható konzolos játék, ez a két verzió is harmadik személyes és felülnézetes. Három alapvető képernyőből áll: a térképnézet, ahol a játékos a főszereplőt navigálja; a csataképernyő; és a menü, ahol a játékos rendezgetheti csapatát, a tárgyait, és testreszabhatja a játék beállításait. A játékos a játékot egy Pokémonnal kezdi, később a többit pokélabda (Poké Ball) segítségével fogja el. A játékos arra használja pokémonjait, hogy más pokémonokkal küzdjön. Amikor a játékos összefut egy vad pokémonnal, vagy kihívja egy edző mérkőzésre, a képernyő kör alapú csatanézetbe vált, ahol a pokémonok egymással küzdenek. Harc közben a játékos harcra utasíthatja pokémonját, tárgyat használhat rajta, lecserélheti az aktív pokémonját, vagy elszaladhat (ez utóbbit nem teheti meg edző elleni mérkőzésben). Minden pokémon rendelkezik találati ponttal (angolul Hit Point; röviden HP); ha a pokémon találati pontja nullára csökken, a pokémon elájul és nem tudja folytatni a mérkőzést, hacsak magához nem térítik egy pokémon lépésével vagy tárgy segítségével. Ha a játékos pokémonja legyőzi az ellenfélét (eléri, hogy elájuljon), hasznos tapasztalatot szerez (tapasztalati pontok formájában). Ha ezekből a tapasztalati pontokból elegendő mennyiségű gyűlik össze, szintet léphet; a legtöbb pokémon új fajjá válik, ha egy bizonyos szintre lép.
A harcok mellett a pokémonok elfogása a „Pokémon” videójátékok legfontosabb része. A játékos a pokélabdával fogja el a vad pokémonokat, viszont a rivális edzők pokémonjait nem lehet elkapni. Egy sikeres pokémon-fogás után az egyed a játékos aktív csapatának tagja lesz, vagy egy számítógépes tárolórendszerre kerül, ha már hat pokémon van a játékos csapatában. A pokémonok elfogásának esélyét a vad pokémon találati pontjának mennyisége és a pokélabda minősége határozza meg; minél alacsonyabb az ellenfél találati pontja és minél jobb minőségű a pokélabda, annál nagyobb az esélye a sikeres pokémon-fogásnak. Ha a vad pokémon méreg, dermesztés, fagyasztás, égetés vagy altatás hatása alatt áll, akkor is növekszik az elkapás esélye.

### Újítások
Mint a Pokémon játékok összes eddigi generációja, a Diamond és Pearl verziók is bemutattak új pokémon-fajokat. A Ruby és Sapphire verziókkal ellentétben, amik kihagytak néhány korábbi pokémont, a Diamond-ban és Pearl-ben mind a 493 pokémon megszerezhető, habár az utolsó háromhoz csak promóció részeként lehet hozzájutni, vagy ha a játékos cserél a Pokémon Platinum verzióval. A Diamond és Pearl verziók újra tartalmazzák a Pokémon Gold és Silver verziókban bemutatott funkciót: látszik a játékban a valóságban éppen aktuális napszak, ha a beépített óra ennek megfelelően van beállítva a Nintendo DS-en. Ezen kívül a hét napjait is mutatja a két játék. Az időtől függően változnak a fényviszonyok, a szereplők tartózkodási helye, és bizonyos pokémonok csak bizonyos napszakban foghatók el. Míg a Gold és Silver verziókban csak három napszak volt, a Diamond és Pearl verziókban öt: reggel (morning), nappal (day), délután (afternoon), este (evening) és éjjel (night).
A Diamond és Pearl verziók a harc alapjait is megváltoztatták. Az előző generációkban a pokémonok lépései a pokémonok típusa alapján voltak „fizikaiak” (physical), vagy „különlegesek” (special); például a tűz-típus lépései különlegesek, a föld-típuséi fizikaiak voltak. Azonban a Diamond és Pearl verziókban a lépések három csoportba tartozhatnak. Azok a támadások, amik fizikai kapcsolatba lépnek (egyszóval érintkeznek) az ellenféllel, „fizikai” támadások, míg azok, amik használata során a támadó nem ér hozzá az ellenfélhez, „különleges” támadások. Azok a lépések, amik közvetlenül nem tesznek kárt az ellenfélben, „állapot” (status) csoportba sorolandók.
A játékok néhány újítása a Nintendo DS új funkcióira épül. A Pokétch, egy karóraszerű szerkezet, a DS érintőképernyőjét használja ki, és olyan alkalmazások (Pokétch apps) használatát teszi lehetővé, mint például digitális és analóg óra, számológép, térkép, számláló, és jegyzettömb. Ezeket az alkalmazásokat a játék teljesítése során lehet megszerezni. Sinnoh felszíne alatt egy föld alatti alagúthálózat húzódik (The Sinnoh Underground). Ezt a föld alatti hálózatot Wi-fi többjátékos játékra lehet használni. A föld alatti területen a játékos titkos bázist (secret base) hozhat létre, és ki is dekorálhatja azt (ez a funkció először a Pokémon Ruby és Sapphire verzióiban szerepelt). Emellett minijátékok játszására is van lehetőség a föld alatti hálózatban, például kövületeket is ki lehet ásni. A Diamond és Pearl verziók a Nintendo Wi-Fi Kapcsolatot is támogatják, ezáltal lehetőséget biztosítva a játékosoknak arra, hogy mikrofonnal beszélgessenek (voice chat), online cseréljenek és egymással mérkőzzenek. Az Internet segítségével történő pokémon-cserét a Global Trade Station teszi lehetővé, melynek segítségével a világ bármely pontján élő játékosokkal lehet cserélni. A játékosok bármelyik olyan pokémonra rákereshetnek, amelyet már láttak a játékban és felajánlhatják érte sajátjukat. Ha egy másik játékos a keresett pokémont ajánlotta fel, és a felajánlott pokémont keresi, a csere automatikusan végbemegy. A cserének nem kell azonnal végbemennie; a játékos otthagyhatja a pokémonját, hogy a többi játékos rákereshessen. Ha a játékos kikapcsolja a játékot, a pokémonja ugyanúgy a GTS-ben vár a cserére. Rendszeresen kell azonban ellenőrizni a csere állapotát a Global Trade Stationben, mert különben egy idő után eltűnik a pokémon. Ezt a csere visszamondásával meg lehet akadályozni. Bizonyos pokémonok, amiket különböző nyelvű verziók között cserélnek el az interneten keresztül, olyan nyelvű leírással is rendelkeznek a Pokédexben, ahonnan származnak.
A Diamond és Pearl verziók Pokémon versenyei (Pokémon Contests) (olyan események, amelyeken a résztvevők pokémonjai egy show-ban versenyeznek, hogy szalagokat nyerjenek) három fordulóból állnak, kettővel többől, mint a Game Boy Advance játékok versenyei. Az első fordulóban, a Vizuális versenyben (Visual Competition) a játékosok a Nintendo DS érintőképernyőjének segítségével kiegészítőket helyeznek a pokémonjaikra, hogy egy bizonyos tulajdonságukat kihangsúlyozzák (például azt, hogy mennyire vagányak (Cool) vagy aranyosak (Cute)), és ezzel pontokat szerezzenek. A Táncversenyen (Dance Competition) a játékosnak gombokat kell megérintenie az érintőképernyőn a zene ritmusára. Az utolsó fordulóban, a Mutatvány versenyben (Acting Competition), amely nagyon hasonló a Game Boy Advance játékok Pokémon versenyeihez, a pokémonoknak a támadásaikat kell használniuk, hogy lenyűgözzék a zsűrit és a közönséget. A harmadik generációs játékokban található Pokéblockokhoz hasonló a Poffin, amely különleges bogyókból készíthető. Megnöveli a pokémonok egy adott tulajdonságát, és ezzel a versenyekben elért teljesítményét is javítja.

### Kapcsolódás más játékokhoz
Amellett, hogy a Diamond és Pearl játékok kompatíbilisek egymással, kapcsolatot létesíthetnek a Game Boy Advance konzolra készített Pokémon játékokkal, a Pokémon Rangerrel és a Pokémon Battle Revolutionnel is.
Miután a játékos megkapta Nemzeti Pokédexét (National Pokédex) a Diamond és Pearl verziókban, a játékos a Game Boy Advance Pokémon játékokból a Diamond és Pearl játékokba küldheti pokémonjait. Ehhez a Game Boy Advance cartridge-et a Nintendo DS Game Boy Advance cartridge nyílásába kell behelyezni, a Diamond vagy a Pearl játékot pedig a készülék DS nyílásába kell belerakni. Miután hat pokémont feltöltött a játékos a cartridge-ről, a pokémonok a Pal Park nevű parkba vándorolnak, ahol a játékosnak el kell kapnia őket. A pokémon-feltöltésekre huszonnégy óránként egyszer kerülhet sor cartridge-enként, és akkor is pontosan hat pokémont kell feltölteni. A játékosnak mind a hat feltöltött pokémont el kell kapnia, mielőtt újabb felküldésre kerülne sor. Azokat a pokémonokat, amiket ily módon küldtek a Diamond és Pearl játékokba, nem lehet visszaküldeni a Game Boy Advance cartridge-be.
Egy másik módja a kommunikációnak az úgynevezett dongle (hardverzár, hardverkulcs) vagy más néven dual slot mode (kettős nyílás módszer). A dongle módszer során a játékos úgy játszik a Diamond vagy a Pearl verzióval, hogy közben a Game Boy Advance nyílásban egy Game Boy Advance-re gyártott Pokémon-játék van bedugva. Ilyenkor a bedugott játéktól függően különleges pokémonok válnak elérhetővé.
Sem a Pal Park, sem a dual slot mode nem működik Nintendo DSivel, mert ennek a készüléknek nincs Game Boy Advance cartridge nyílása.
Miután a játékos teljesített egy különleges küldetést a Pokémon Ranger: Shadows of Almiaban, lehetősége nyílik egy Manaphy-tojást vagy egy Riolu-t cserélnie a Rangerből a Diamond vagy a Pearl verzióba.
Végül a játékosnak lehetősége van pokémonokat vezeték nélkül felmásolni a Wii konzolra készített Pokémon Battle Revolution-be és a My Pokémon Ranch-be.

## Cselekmény
A Diamond and Pearl verziók történetének helyszíne a képzeletbeli Sinnoh régió, ami megdöbbentően hasonlít a japán Hokkaidó szigetre. Sinnoh nem szomszédos a Pokémon-világ egyik másik régiójával sem, és hatalmas, hófödte hegységek jellemzik dombozatát (Mt. Coronet, egy hegységrendszer része kettészeli Sinnoh-t). Az összes eddigi régióval szemben Sinnoh-nak „északi” hangulata van: ez az egyetlen vidék, ahol hófödte utak vannak. Sinnoh-nak a vízhálózata is sajátos; három nagy tava van (Verity, Acuity, és Valor), s ezek egy háromszöget alkotnak. Azonban szemben a Hoenn régióval, aminek nagy része vízi útból állt, Sinnoh-nak csupán 30 százalékát teszik ki a víz alatt lévő területek. Sinnoh felszíne alatt húzódik a sinnoh-i föld alatti hálózat (Sinnoh Underground), ami barlangok és alagutak hatalmas hálózatrendszere.
A játékok egy kezdő pokémon-edző kalandjait mesélik el, akinek az a legfőbb célja, hogy a pokémonok gyűjtése és edzése révén Pokémon Liga Bajnok (Pokémon League Champion) legyen. Mint a sorozat legtöbb játékában, a Diamond és Pearl változatokban is nyolc edzőterem (Pokémon Gym) található. Ezeket edzőterem-vezetők (Gym Leaders) vezetik, akik egy bizonyos pokémon típusra szakosodott professzionális edzők. Egy edzőterem-vezető legyőzéséért jelvény (Gym Badge) jár. A jelvények az edző tehetségét bizonyítják, és elengedhetetlenek ahhoz, hogy a játékos tovább menjen a történetben. Mint a Ruby és Sapphire verziókban, itt is meg kell állítania a főhősnak egy bűnszervezet gonosz ténykedéseit. A Diamond és Pearl játékokban az úgynevezett Team Galactic nevű szervezet terveit kell meghiúsítani, és meg kell akadályozni, hogy a régiót utópiává változtassák a pokémonok segítségével.
A Diamond és a Pearl, mint mindegyik Pokémon RPG, a játékos szülővárosában kezdi a történet elmbeszélését. Miután a főhős végignéz egy különleges színű Gyarados kereséséről szóló, a Johto régió Harag taváról (Lake of Rage) jelentkező tévériportot, legjobb barátjával elindul a közeli tóhoz hasonló pokémont keresni. A tónál meglátják Rowan professzort, egy, a pokémonok átalakulását vizsgáló tudóst, és asszisztensét, a nem választott játszható szereplőt: ha a játékos a fiú szereplőt választja, az asszisztens Dawn, ha lány szereplőként kíván játszani, az asszisztens Lucas. Egy rövid beszélgetés után a professzor és segédje elhagyja a tavat, egy aktatáskát azonban ott felejtenek. A főhős és barátja megvizsgálná a táskát, azonban Starlyk támadnak rájuk. Ezután a főhős kinyitja az aktatáskát, ami három Pokélabdát rejt; a játékosnak ezek közül kell egyet kiválasztania. Chimchar, Turtwig és Piplup rejlik a Pokélabdákban, és a játékosnak ezen pokémonok valamelyikével kell elüldöznie a Starlykat. Miután legyőzte a főhős Starlyt, Dawn vagy Lucas visszatér, és visszaviszi a táskát Rowan professzornak. A professzor észreveszi, hogy erős kötődés alakult ki az ifjú főhős és pokémonja között, ezért arra kéri őt, induljon a pokémonnal felfedezőútra, és töltsön ki egy Pokédexet.
A játékos hamar találkozik a főgonosszal, a Team Galactic nevű szervezettel: meg kell mentenie Rowan professzort a szervezet bűnözőitől, azonban akkor még nem ismert a banda szándéka. A főhős a Teammel kétszer is összefut (egyszer elfoglalnak egy szélerőművet, egyszer pedig bázist építenek Eterna Cityben) mielőtt elfoglalnák Sinnoh három tavát tervük részeként. A tóra a legendás Uxie, Azelf, és Mesprit elfogása miatt van szükségük. Nem sokkal a hetedik edzőterem-jelvény megszerzése után a Team Galactic sikerrel jár, és elfogja a három említett tavi pokémont, és a főhadiszállásukra szállítja őket, ahol tudósaik kivonják a pokémonok kristályát, ami a Vörös lánc (Red Chain) alapanyagául szolgál. A Lánccal uralni lehet a legendás Dialgát (a Diamond verzióban) vagy Palkiát (a Pearl verzióban). Miután kiszabadítja a triót, a játékosnak meg kell másznia a Mount Coronetet, ahol a Team Galactic vezetője, Cyrus felébreszti Dialgát vagy Palkiát. A legendás pokémon ereje elkezdi elpusztítani Sinnoh-t, ami a Mount Coronethez vonzza Uxie-t, Azelfet és Mespritet. Céljuk megvédeni a régiót, de Sinnoh megmentéséhez a főhősnek meg kell küzdenie Dialgával (vagy Palkiával). Miután a játékos legyőzte, vagy elfogta a legendás pokémont, Sinnoh rendje helyreáll.

## A fejlesztéstől a játék kiadásáig

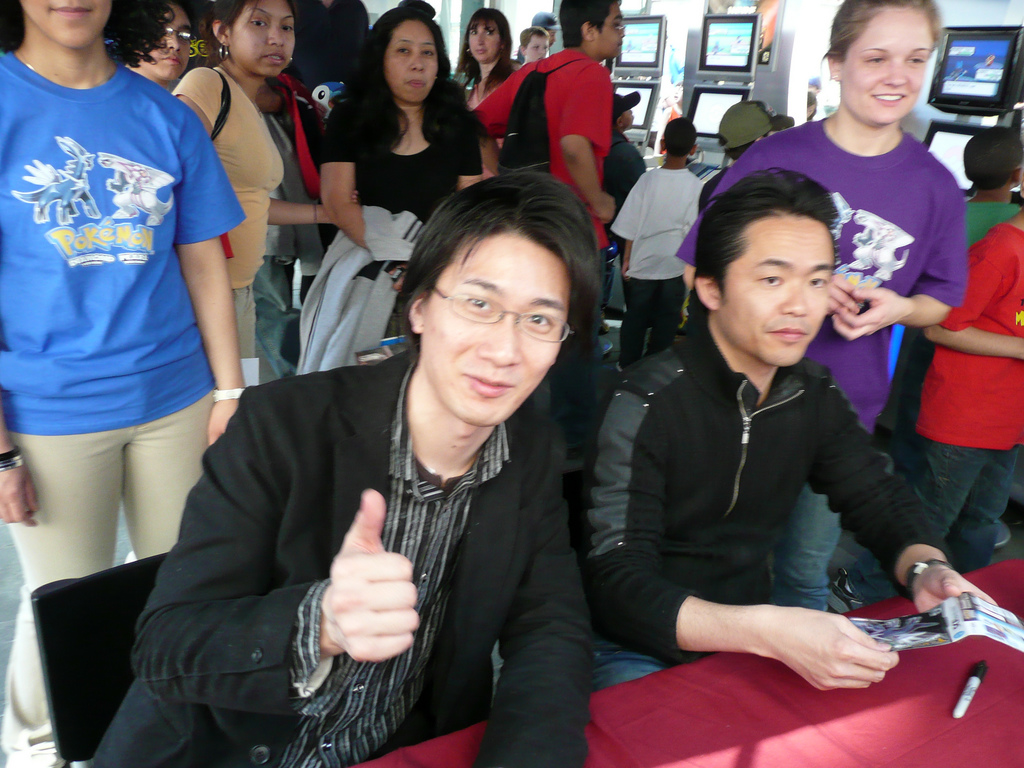
A játékok rendezője, Maszuda Dzsunicsi (jobbra), és az egyik tervező, Ómori Sigeru (balra) a játékok New York-i kiadását kísérő rendezvényen

A Nintendo 2004 utolsó negyedében, a Pokémon Dash és a Nintendo DS megjelenését követően egy sajtótájékoztatón jelentette be, hogy fejlesztés alatt áll egy Pokémon Diamond és egy Pokémon Pearl című játék. A Game Freaknél dolgozó Maszuda Dzsunicsi fejlesztette a játékokat, és azt állította róluk, hogy „a játszás számtalan új formáját lehetővé tévő, új típusú játékok”. Arra szánta el magát, hogy létrehozza a „tökéletes [Pokémon] verziót” Habár eredetileg 2005-ben kellett volna megjelennie a Diamond és a Pearl verziónak Japánban, a Nintendo abban az évben bejelentette, hogy a fejlesztők még mindig dolgoznak a játék bizonyos részein, ezért a két játék csak 2006-ban jelenik meg. A cég azt is kijelentette, hogy a Diamond és a Pearl képes lesz a Game Boy Advance konzolra megjelent Pokémon játékokkal való kommunikációra, ezáltal lehetővé téve a régi Pokémonok átküldését az új játékokba. A Nintendo azt is elárulta, hogy a játékok teljes mértékben kihasználják majd a DS Wi-Fi üzemmódját, így egyszerre 16 játékos kommunikálhat egymással vezetékek nélkül. 2006 közepéig nem derültek ki további információk a játékokról. Akkor azonban a Nintendo elnöke, Ivata Szatoru elmondta, hogy dolgoznak a játékok és a Pokémon Battle Revolution egymással való kompatibilitásán; új funkciókat is megemlített, például szó esett a Pokétchról és a beépített óráról is.
A Pokémon társszerzője, Isihara Cunekazu szerint a játékok a Nintendo DS egyedi jellemzőit, például a Wi-Fi kapcsolódás képességét és a Game Boy Advance cartridge-nyílást figyelembe véve készültek. A gombokat a csata közben választható lépéseket jelző képernyőn nagyra és színkódoltra tervezték; Masuda szerint ez azért történt így, hogy azok is játszhassanak, akik nem tudnak olvasni. Továbbá az érintőképernyőn megjelenő gombokat úgy alakították ki, hogy kényelmesebb legyen ujjakkal lenyomni, mint az érintőceruzával. Bár a Diamond és a Pearl grafikája nagyrészt kétdimenziós, a háttér egy része háromdimenziós. Nem fogadták kedvezően a 2D grafika megtartását a Diamond és Pearl verziókban; erre Isihara Cunekazu azt válaszolta, hogy „fenn akartuk tartani a Pokémon eredeti koncepcióját, vagyis azt, hogy a játékot egy nagy térképen játsszák”, és elmagyarázta, hogy lényegében a játékok háromdimenziósak, de úgy lettek tervezve, hogy „megtartják az eredeti játékok hangulatát”. A Friend Code használatát illető kritikára Ishihara azt felelte, hogy szükséges biztonsági intézkedésként tették a játékba, hogy a játékosok ne tudjanak ismeretlenekkel beszélgetni a Wi-Fi kapcsolat segítségével. A Nintendo kiadott egy, a japán Diamond és Pearl változatokban előforduló programhibákat részletező nyilatkozatot. A programhibák miatt a játékosok falba ragadhattak vagy elveszthették mentésüket. A cég javításokat küldött bizonyos forgalmazóknak a hibák kijavítására.
Japánban a játékokat 2006. szeptember 28-án adták ki. A megjelenés tiszteletére a Nintendo korlátozott számú DS Lite konzolokat adott el a japán Pokémon Center nevű boltokban és a Pokémon rajongói klubon keresztül e-mailben. A metálfényű, fekete konzolokra a játékok „kabaláit”, Dialgát és Palkiát festették; előbbit ezüst színnel, utóbbit arannyal. 2006. december 20-án a Nintendo of America bejelentette, hogy a játékok Észak-Amerikában 2007. április 22-én jelennek meg, és hogy azok, akik előrendelték példányaikat, különleges, az új pokémonokkal díszített érintőceruzákat kapnak ajándékba. Nem sokkal a játékok észak-amerikai megjelenése előtt a The Pokémon Company a Game Developer's Conference-en egy demót mutatott be a standján. Hogy megünnepeljék a játékok észak-amerikai megjelenését, a Nintendo egy megjelentetési partit tartott a New York-i Rockefeller Plaza Nintendo World Store-jában. A Nintendo of Europe 2007. július 27-én jelentette meg a játékokat az Európai Unióban, a Nintendo Australia pedig június 21-én adta ki a Diamond és a Pearl verziókat. A megjelenéskor a GAME nevű forgalmazó a Hamleys játékáruházban tartott rendezvényt 2007. július 26-án, ahol egy nappal megjelenés előtt már meg lehetett venni a játékokat, és ahol vendégként megjelent a McFly együttes is. Az ausztrál megjelenés tiszteletére a Nintendo nemzeti szinten meghirdette a Nintendo DS Connection Tour 07-et; a különböző állomásokon Pokémon Trading Card Game versenyeket és kvízjátékokat szerveztek.
A játékok sikere feltámasztotta a Pokémon márka népszerűségét. George Harrison, a Nintendo of America akkori marketing alelnöke megjegyezte, hogy a játékok „minden korosztályt” vonzanak – kisgyereket, felnőtt nőket és férfiakat egyaránt, továbbá azokat a régi játékosokat is, akik annak idején „az eredeti játékokkal játszottak”. A siker eredményeképp a Pokémon USA egy átmeneti butikot nyitott a Times Square-en Toys ”R” Us névvel, ahol kizárólag Pokémonos termékeket árultak, többek között akciófigurákat, plüss játékokat, hátizsákokat és ruházati termékeket. Ronald Boire, a Toys ”R” Us elnöke bejelentette, hogy az áruház mind az 585 boltjában átmeneti butikot nyitnak. További Pokémon termékként Battle Dome játékszettet és beszélő Pokédexet is adtak el. Ezen kívül a Pokémon USA a Burger Kinggel karöltve 2008-ban népszerűsítő kampányt indított, amely során a Burger King különleges Pokémon gyűjthető kártyákat és kiegészítőket csomagolt a gyerekmenük mellé. A promóció július 7-től augusztus 3-ig tartott az Egyesült Államokban és nemzetközi szinten egész ősszel folytatódott.

## A videójátékok zenéje
A Nintendo DS Pokémon Diamond & Pearl Super Music Collection a videójátékok zenéinek kétlemezes kiadása, amit Szato Hitomi és Maszuda Dzsunicsi komponált Icsinosze Go felügyelete alatt; néhány fanfárt Aoki Morikazu komponált. Az album, amit 2006. december 22-én adtak ki Japánban, a japán Oricon eladási listáján egy héten keresztül 253. helyezést ért el.
| \| 1. lemez \| 1. lemez \| 1. lemez \| 1. lemez \| \| # \| Japán cím \| Magyar fordítás \| Hossz \| \| -------- \| -------------------------------------------- \| ---------------------------------------- \| -------- \| \| 1 \| オープニングデモ \| Nyitó demó \| 2:05 \| \| 2 \| オープニング \| Főcím \| 1:12 \| \| 3 \| とくべつばんぐみ「あかいギャラドスをおえ！」 \| Különkiadás: „Keresd a Vörös Gyaradost!” \| 0:20 \| \| 4 \| フタバタウン（昼） \| Futaba város (Nappal) \| 1:21 \| \| 5 \| ライバル \| Rivális \| 0:36 \| \| 6 \| ２０１ばんどうろ（昼） \| 201-es út (Nappal) \| 0:36 \| \| 7 \| みずうみ \| Tó \| 1:13 \| \| 8 \| 湖でハプニング！ \| Esemény a tónál! \| 0:19 \| \| 9 \| 戦闘！野生ポケモン \| Csata! Vad Pokémon \| 1:16 \| \| 10 \| 野生ポケモンに勝利！ \| Vad Pokémon legyőzve! \| 0:17 \| \| 11 \| ヒカリ \| Hikari \| 0:53 \| \| 12 \| どうぐゲット \| Tárgy szerzése \| 0:04 \| \| 13 \| マサゴタウン（昼） \| Maszago város (Nappal) \| 1:00 \| \| 14 \| けんきゅうじょ \| Tárgy megtalálása \| 1:12 \| \| 15 \| 連れて行く \| Idegenvezetés \| 0:28 \| \| 16 \| ポケモンセンター（昼） \| Pokémon központ (Nappal) \| 0:47 \| \| 17 \| 回復 \| Felgyógyítás \| 0:05 \| \| 18 \| 視線！たんぱんこぞう \| Vigyázz! Rövidnadrágos fiú \| 0:20 \| \| 19 \| 視線！ミニスカート \| Vigyázz! Miniszoknyás \| 0:25 \| \| 20 \| 戦闘！トレーナー \| Csata! Edző \| 1:42 \| \| 21 \| トレーナーに勝利！ \| Edző legyőzve! \| 0:22 \| \| 22 \| コトブキシティ（昼） \| Kotobuki város (Nappal) \| 0:51 \| \| 23 \| たいせつなどうぐゲット \| Fontos tárgy megszerzése \| 0:05 \| \| 24 \| フレンドリィショップ \| Barátságos bolt \| 0:52 \| \| 25 \| ２０３ばんどうろ（昼） \| 203-as út (Nappal) \| 1:31 \| \| 26 \| 戦闘！ライバル \| Csata! Rivális \| 1:11 \| \| 27 \| クロガネゲート \| Kurogane kapu \| 1:26 \| \| 28 \| わざマシンゲット \| TM megszerzése \| 0:05 \| \| 29 \| クロガネシティ（昼） \| Kurogane város (Nappal) \| 0:48 \| \| 30 \| クロガネたんこう \| Kurogane szénbánya \| 1:36 \| \| 31 \| ジム \| Edzőterem \| 1:04 \| \| 32 \| 戦闘！ジムリーダー \| Csata! Edzőterem-vezető \| 1:37 \| \| 33 \| ジムリーダーに勝利！ \| Edzőterem-vezető legyőzve! \| 0:49 \| \| 34 \| バッジゲット \| Jelvény megszerzése \| 0:07 \| \| 35 \| 視線！ふたごちゃん \| Vigyázz! Ikrek! \| 0:17 \| \| 36 \| レベルアップ \| Fejlesztés \| 0:04 \| \| 37 \| ソノオタウン（昼） \| Szonó város (Nappal) \| 1:18 \| \| 38 \| きのみゲット \| Bogyó megszerzése \| 0:04 \| \| 39 \| ２０５ばんどうろ（昼） \| 205-ös út (Nappal) \| 0:54 \| \| 40 \| ギンガ団登場！ \| Galaxis banda színre lép \| 0:25 \| \| 41 \| 戦闘！キンガ団 \| Csata! Galaxis banda \| 1:17 \| \| 42 \| ハクタイのもり \| Hakutai erdő \| 1:22 \| \| 43 \| 一緒に行こう！ \| Menjünk együtt! \| 0:05 \| \| 44 \| ハクタイシティ（昼） \| Hakutai város (Nappal) \| 1:41 \| \| 45 \| ギンガハクタイビル \| A Hakutai Galaxis épület \| 0:38 \| \| 46 \| 戦闘！キンガ団幹部 \| Csata! Galaxis banda irányító \| 1:15 \| \| 47 \| キンガ団に勝利！ \| Legyőztük a Galaxis bandát! \| 0:19 \| \| 48 \| 進化 \| Fejlődés \| 0:31 \| \| 49 \| 進化おめでとう \| Gratulálunk a fejlődéshez \| 0:06 \| \| 50 \| じてんしゃ \| Kerékpár \| 1:17 \| \| 51 \| 視線！サイクリング \| Vigyázz! Kerékpáros! \| 0:31 \| \| 52 \| ２０６ばんどうろ（昼） \| 206-os út (Nappal) \| 0:48 \| \| 53 \| ヨスガシティ（昼） \| Joszuga város (Nappal) \| 1:08 \| \| 54 \| ２０９ばんどうろ（昼） \| 209-es út (Nappal) \| 1:22 \| \| 55 \| 視線！やまおとこ \| Vigyázz! Hegymászó \| 0:18 \| \| 56 \| ズイタウン（昼） \| Zui város (Nappal) \| 0:57 \| \| 57 \| ポケッチアプリゲット \| Pokétch Alkalmazás megszerzése \| 0:04 \| \| 58 \| ２１０ばんどうろ \| 210-es út \| 1:17 \| \| 59 \| トバリシティ（昼） \| Tobari város (Nappal) \| 1:27 \| \| 60 \| リッシこのほとり（昼） \| Rissi övezet (Nappal) \| 1:30 \| \| 61 \| ミオシティ（昼） \| Mio város (Nappal) \| 1:20 \| \| 62 \| ２１６ばんどうろ（昼） \| 216-os út (Nappal) \| 1:50 \| \| 63 \| キッサキシティ（昼） \| Kisszaki város (Nappal) \| 1:55 \| \| 64 \| ギンガ団アジト \| Galaxis banda bázis \| 1:00 \| \| 65 \| 戦闘！キンガ団ボス \| Csata! Galaxis bandavezér \| 2:15 \| \| 66 \| アジトの最奥！！ \| Legbelső rejtekhely!! \| 0:32 \| \| 67 \| テンガンざん \| Tengan-hegység \| 1:30 \| \| 68 \| やりのはしら \| Dárda-csúcs \| 0:49 \| \| 69 \| 伝説ポケモン出現！ \| A legendás pokémon megjelenik! \| 0:38 \| \| 70 \| 天変地異！！ \| A világ a feje tetejére áll! \| 0:38 \| \| 71 \| 戦闘！ディアルガ・パルキア \| Csata! Palkia/Dialga \| 2:40 \| \| 72 \| ナギサシティ（昼） \| Nagisza város (Dél) \| 1:28 \| \| 73 \| チャンピオンロード \| A Bajnokok Útja \| 0:36 \| \| 74 \| 視線！エリートトレーナー \| Vigyázz! Elit edző \| 0:27 \| \| 75 \| ポケモンリーグ（昼） \| Pokémon Liga \| 1:22 \| \| 76 \| ファイトエリア（昼） \| Csataövezet (Nappal) \| 1:07 \| \| 77 \| ２２５ばんどうろ（昼） \| 225-ös út (Nappal) \| 1:21 \| \| 78 \| ２２8ばんどうろ（昼） \| 228-as út (Nappal) \| 0:54 \| |                                              |                                          |       |
| 1. lemez |                                              |                                          |       |
| # | Japán cím                                    | Magyar fordítás                          | Hossz |
| 1 | オープニングデモ                             | Nyitó demó                               | 2:05  |
| 2 | オープニング                                 | Főcím                                    | 1:12  |
| 3 | とくべつばんぐみ「あかいギャラドスをおえ！」 | Különkiadás: „Keresd a Vörös Gyaradost!” | 0:20  |
| 4 | フタバタウン（昼）                           | Futaba város (Nappal)                    | 1:21  |
| 5 | ライバル                                     | Rivális                                  | 0:36  |
| 6 | ２０１ばんどうろ（昼）                       | 201-es út (Nappal)                       | 0:36  |
| 7 | みずうみ                                     | Tó                                       | 1:13  |
| 8 | 湖でハプニング！                             | Esemény a tónál!                         | 0:19  |
| 9 | 戦闘！野生ポケモン                           | Csata! Vad Pokémon                       | 1:16  |
| 10 | 野生ポケモンに勝利！                         | Vad Pokémon legyőzve!                    | 0:17  |
| 11 | ヒカリ                                       | Hikari                                   | 0:53  |
| 12 | どうぐゲット                                 | Tárgy szerzése                           | 0:04  |
| 13 | マサゴタウン（昼）                           | Maszago város (Nappal)                   | 1:00  |
| 14 | けんきゅうじょ                               | Tárgy megtalálása                        | 1:12  |
| 15 | 連れて行く                                   | Idegenvezetés                            | 0:28  |
| 16 | ポケモンセンター（昼）                       | Pokémon központ (Nappal)                 | 0:47  |
| 17 | 回復                                         | Felgyógyítás                             | 0:05  |
| 18 | 視線！たんぱんこぞう                         | Vigyázz! Rövidnadrágos fiú               | 0:20  |
| 19 | 視線！ミニスカート                           | Vigyázz! Miniszoknyás                    | 0:25  |
| 20 | 戦闘！トレーナー                             | Csata! Edző                              | 1:42  |
| 21 | トレーナーに勝利！                           | Edző legyőzve!                           | 0:22  |
| 22 | コトブキシティ（昼）                         | Kotobuki város (Nappal)                  | 0:51  |
| 23 | たいせつなどうぐゲット                       | Fontos tárgy megszerzése                 | 0:05  |
| 24 | フレンドリィショップ                         | Barátságos bolt                          | 0:52  |
| 25 | ２０３ばんどうろ（昼）                       | 203-as út (Nappal)                       | 1:31  |
| 26 | 戦闘！ライバル                               | Csata! Rivális                           | 1:11  |
| 27 | クロガネゲート                               | Kurogane kapu                            | 1:26  |
| 28 | わざマシンゲット                             | TM megszerzése                           | 0:05  |
| 29 | クロガネシティ（昼）                         | Kurogane város (Nappal)                  | 0:48  |
| 30 | クロガネたんこう                             | Kurogane szénbánya                       | 1:36  |
| 31 | ジム                                         | Edzőterem                                | 1:04  |
| 32 | 戦闘！ジムリーダー                           | Csata! Edzőterem-vezető                  | 1:37  |
| 33 | ジムリーダーに勝利！                         | Edzőterem-vezető legyőzve!               | 0:49  |
| 34 | バッジゲット                                 | Jelvény megszerzése                      | 0:07  |
| 35 | 視線！ふたごちゃん                           | Vigyázz! Ikrek!                          | 0:17  |
| 36 | レベルアップ                                 | Fejlesztés                               | 0:04  |
| 37 | ソノオタウン（昼）                           | Szonó város (Nappal)                     | 1:18  |
| 38 | きのみゲット                                 | Bogyó megszerzése                        | 0:04  |
| 39 | ２０５ばんどうろ（昼）                       | 205-ös út (Nappal)                       | 0:54  |
| 40 | ギンガ団登場！                               | Galaxis banda színre lép                 | 0:25  |
| 41 | 戦闘！キンガ団                               | Csata! Galaxis banda                     | 1:17  |
| 42 | ハクタイのもり                               | Hakutai erdő                             | 1:22  |
| 43 | 一緒に行こう！                               | Menjünk együtt!                          | 0:05  |
| 44 | ハクタイシティ（昼）                         | Hakutai város (Nappal)                   | 1:41  |
| 45 | ギンガハクタイビル                           | A Hakutai Galaxis épület                 | 0:38  |
| 46 | 戦闘！キンガ団幹部                           | Csata! Galaxis banda irányító            | 1:15  |
| 47 | キンガ団に勝利！                             | Legyőztük a Galaxis bandát!              | 0:19  |
| 48 | 進化                                         | Fejlődés                                 | 0:31  |
| 49 | 進化おめでとう                               | Gratulálunk a fejlődéshez                | 0:06  |
| 50 | じてんしゃ                                   | Kerékpár                                 | 1:17  |
| 51 | 視線！サイクリング                           | Vigyázz! Kerékpáros!                     | 0:31  |
| 52 | ２０６ばんどうろ（昼）                       | 206-os út (Nappal)                       | 0:48  |
| 53 | ヨスガシティ（昼）                           | Joszuga város (Nappal)                   | 1:08  |
| 54 | ２０９ばんどうろ（昼）                       | 209-es út (Nappal)                       | 1:22  |
| 55 | 視線！やまおとこ                             | Vigyázz! Hegymászó                       | 0:18  |
| 56 | ズイタウン（昼）                             | Zui város (Nappal)                       | 0:57  |
| 57 | ポケッチアプリゲット                         | Pokétch Alkalmazás megszerzése           | 0:04  |
| 58 | ２１０ばんどうろ                             | 210-es út                                | 1:17  |
| 59 | トバリシティ（昼）                           | Tobari város (Nappal)                    | 1:27  |
| 60 | リッシこのほとり（昼）                       | Rissi övezet (Nappal)                    | 1:30  |
| 61 | ミオシティ（昼）                             | Mio város (Nappal)                       | 1:20  |
| 62 | ２１６ばんどうろ（昼）                       | 216-os út (Nappal)                       | 1:50  |
| 63 | キッサキシティ（昼）                         | Kisszaki város (Nappal)                  | 1:55  |
| 64 | ギンガ団アジト                               | Galaxis banda bázis                      | 1:00  |
| 65 | 戦闘！キンガ団ボス                           | Csata! Galaxis bandavezér                | 2:15  |
| 66 | アジトの最奥！！                             | Legbelső rejtekhely!!                    | 0:32  |
| 67 | テンガンざん                                 | Tengan-hegység                           | 1:30  |
| 68 | やりのはしら                                 | Dárda-csúcs                              | 0:49  |
| 69 | 伝説ポケモン出現！                           | A legendás pokémon megjelenik!           | 0:38  |
| 70 | 天変地異！！                                 | A világ a feje tetejére áll!             | 0:38  |
| 71 | 戦闘！ディアルガ・パルキア                   | Csata! Palkia/Dialga                     | 2:40  |
| 72 | ナギサシティ（昼）                           | Nagisza város (Dél)                      | 1:28  |
| 73 | チャンピオンロード                           | A Bajnokok Útja                          | 0:36  |
| 74 | 視線！エリートトレーナー                     | Vigyázz! Elit edző                       | 0:27  |
| 75 | ポケモンリーグ（昼）                         | Pokémon Liga                             | 1:22  |
| 76 | ファイトエリア（昼）                         | Csataövezet (Nappal)                     | 1:07  |
| 77 | ２２５ばんどうろ（昼）                       | 225-ös út (Nappal)                       | 1:21  |
| 78 | ２２8ばんどうろ（昼）                        | 228-as út (Nappal)                       | 0:54  |

| \| 2. lemez \| 2. lemez \| 2. lemez \| 2. lemez \| \| # \| Japán cím \| Magyar fordítás \| Hossz \| \| -------- \| ------------------------------------ \| -------------------------------- \| -------- \| \| 1 \| フタバタウン（夜） \| Futaba város (Este) \| 1:21 \| \| 2 \| ２０１ばんどうろ（夜） \| 201-es út (Este) \| 0:36 \| \| 3 \| ポケモンセンター（夜） \| Pokémon központ (Este) \| 1:29 \| \| 4 \| Ｗｉ－Ｆｉ通信 \| Wi-Fi Kommunikáció \| 0:20 \| \| 5 \| マサゴタウン（夜） \| Maszago város (Este) \| 1:03 \| \| 6 \| コウキ \| Kouki \| 0:53 \| \| 7 \| コトブキシティ \| Kouki város \| 0:52 \| \| 8 \| テレビきょく \| Televízióállomás \| 1:04 \| \| 9 \| GTS \| \| 0:48 \| \| 10 \| なみのり \| Szörf \| 1:28 \| \| 11 \| ミオシティ（夜） \| Mio város (Este) \| 1:29 \| \| 12 \| わざ忘れ \| Egy lépés elfelejtése \| 0:05 \| \| 13 \| ２０３ばんどうろ（夜） \| 203-as út (Este) \| 1:38 \| \| 14 \| 視線！からておう \| Vigyázz! Karatekirály \| 0:17 \| \| 15 \| クロガネシティ（夜） \| Kurogane város (Este) \| 0:49 \| \| 16 \| ２０５ばんどうろ（夜） \| 205-ös út (Este) \| 0:54 \| \| 17 \| 視線！ふなのり \| Vigyázz! Tengerész \| 0:40 \| \| 18 \| ハクタイシティ（夜） \| Hakutai város (Este) \| 1:41 \| \| 19 \| ちかつうろ \| Földalatti útvonal \| 1:24 \| \| 20 \| ちかでハタをとった！ \| Kapd el a földalatti zászlót! \| 0:56 \| \| 21 \| 視線！アロマなおねえさん \| Vigyázz! Aroma hölgy! \| 0:20 \| \| 22 \| ソノオタウン（夜） \| Szonó város (Este) \| 1:17 \| \| 23 \| もりのようかん \| Erdei Hotel \| 1:48 \| \| 24 \| ズイタウン（夜） \| Zui város (Este) \| 1:00 \| \| 25 \| だいしつげん \| Nagy Mocsár \| 0:59 \| \| 26 \| ２０６ばんどうろ（夜） \| 206-os út (Este) \| 0:48 \| \| 27 \| 視線！ポケモンコレクター \| Vigyázz! Pokémon-gyűjtő \| 0:28 \| \| 28 \| トバリシティ（夜） \| Tobari város (Este) \| 1:36 \| \| 29 \| ゲームコーナー \| Játéksarok \| 1:24 \| \| 30 \| スロット当たり \| Pénznyeremény a játékgépnél \| 0:19 \| \| 31 \| スロット大当たり \| Jackpot! \| 0:17 \| \| 32 \| 視線！ギャンブラー \| Vigyázz! Szerencsejátékos \| 0:29 \| \| 33 \| ２０９ばんどうろ（夜） \| 209-es út (Este) \| 1:21 \| \| 34 \| キッサキシティ（夜） \| Kisszaki város (Este) \| 1:56 \| \| 35 \| ２１６ばんどうろ（夜） \| 216-os út (Este) \| 1:52 \| \| 36 \| みずうみのくうどう \| Tavi barlang \| 1:10 \| \| 37 \| 戦闘！ユクシー・エムリット・アグノム \| Csata! Agnome, Emrit, és Yuxie \| 1:56 \| \| 38 \| ２１０ばんどうろ（夜） \| 210-es út (Este) \| 1:19 \| \| 39 \| ポケトレで発見！ \| PokéRadar találat! \| 0:24 \| \| 40 \| ナギサシティ（夜） \| Nagisza város (Este) \| 1:32 \| \| 41 \| 視線！げいじゅつか \| Vigyázz! Festő \| 0:38 \| \| 42 \| ふれあいひろば \| Esemény Pláza \| 1:00 \| \| 43 \| アクセサリーゲット \| Kiegészítő megszerzése \| 0:04 \| \| 44 \| ヨスガシティ（夜） \| Joszuga város (Este) \| 1:13 \| \| 45 \| コンテスト会場 \| Versenyaréna \| 0:34 \| \| 46 \| ポフィン \| Poffin \| 0:36 \| \| 47 \| スーパーコンテンスト！ \| Szuper Verseny! \| 0:54 \| \| 48 \| コンテスト！ドレスアップ \| Verseny! Felöltöztetés \| 1:02 \| \| 49 \| ダンス かんたん \| Könnyű tánc \| 1:23 \| \| 50 \| ダンス むずかしい \| Nehéz tánc \| 1:22 \| \| 51 \| コンテスト！結果発表 \| Verseny! Eredményhirdetés \| 0:20 \| \| 52 \| コンテスト優勝！ \| Versenygyőzelem! \| 0:20 \| \| 53 \| ２２８ばんどうろ（夜） \| 228-as út (Este) \| 0:53 \| \| 54 \| リッシこのほとり（夜） \| Rissi övezet (Este) \| 1:30 \| \| 55 \| ファイトエリア（夜） \| Csataövezet (Este) \| 1:07 \| \| 56 \| バトルタワー \| Csatatorony \| 1:05 \| \| 57 \| ２２５ばんどうろ（夜） \| 225-ös út (Este) \| 1:23 \| \| 58 \| ハードマウンテン \| Kemény-hegység \| 1:16 \| \| 59 \| 戦闘！伝説のポケモン \| Csata! Legendás pokémon \| 1:07 \| \| 60 \| ふしぎなおくりもの \| Rejtélyes ajándék \| 0:20 \| \| 61 \| ポケモンリーグ（夜） \| Pokémon Liga (Este) \| 1:22 \| \| 62 \| 決戦！ポケモンリーグ \| Döntő összecsapás! Pokémon Liga \| 1:22 \| \| 63 \| 四天王登場！ \| Az Elit Négyes színre lép! \| 0:23 \| \| 64 \| 戦闘！四天王 \| Csata! Elit Négyes \| 1:38 \| \| 65 \| 四天王に勝利！ \| Elit Négyes legyőzve! \| 0:19 \| \| 66 \| チャンピオン シロナ \| A bajnok, Sirona \| 0:44 \| \| 67 \| 戦闘！チャンピオン \| Csata! Bajnok \| 1:31 \| \| 68 \| チャンピオンに勝利！ \| Bajnok legyőzve! \| 0:40 \| \| 69 \| 栄光の部屋 \| Dicsőség Csarnoka \| 1:14 \| \| 70 \| 殿堂入りおめでとう！ \| Gratulálunk a teljesítményedhez! \| 0:47 \| \| 71 \| エンディング \| Stáblista \| 4:37 \| |                                      |                                  |       |
| 2. lemez |                                      |                                  |       |
| # | Japán cím                            | Magyar fordítás                  | Hossz |
| 1 | フタバタウン（夜）                   | Futaba város (Este)              | 1:21  |
| 2 | ２０１ばんどうろ（夜）               | 201-es út (Este)                 | 0:36  |
| 3 | ポケモンセンター（夜）               | Pokémon központ (Este)           | 1:29  |
| 4 | Ｗｉ－Ｆｉ通信                       | Wi-Fi Kommunikáció               | 0:20  |
| 5 | マサゴタウン（夜）                   | Maszago város (Este)             | 1:03  |
| 6 | コウキ                               | Kouki                            | 0:53  |
| 7 | コトブキシティ                       | Kouki város                      | 0:52  |
| 8 | テレビきょく                         | Televízióállomás                 | 1:04  |
| 9 | GTS                                  |                                  | 0:48  |
| 10 | なみのり                             | Szörf                            | 1:28  |
| 11 | ミオシティ（夜）                     | Mio város (Este)                 | 1:29  |
| 12 | わざ忘れ                             | Egy lépés elfelejtése            | 0:05  |
| 13 | ２０３ばんどうろ（夜）               | 203-as út (Este)                 | 1:38  |
| 14 | 視線！からておう                     | Vigyázz! Karatekirály            | 0:17  |
| 15 | クロガネシティ（夜）                 | Kurogane város (Este)            | 0:49  |
| 16 | ２０５ばんどうろ（夜）               | 205-ös út (Este)                 | 0:54  |
| 17 | 視線！ふなのり                       | Vigyázz! Tengerész               | 0:40  |
| 18 | ハクタイシティ（夜）                 | Hakutai város (Este)             | 1:41  |
| 19 | ちかつうろ                           | Földalatti útvonal               | 1:24  |
| 20 | ちかでハタをとった！                 | Kapd el a földalatti zászlót!    | 0:56  |
| 21 | 視線！アロマなおねえさん             | Vigyázz! Aroma hölgy!            | 0:20  |
| 22 | ソノオタウン（夜）                   | Szonó város (Este)               | 1:17  |
| 23 | もりのようかん                       | Erdei Hotel                      | 1:48  |
| 24 | ズイタウン（夜）                     | Zui város (Este)                 | 1:00  |
| 25 | だいしつげん                         | Nagy Mocsár                      | 0:59  |
| 26 | ２０６ばんどうろ（夜）               | 206-os út (Este)                 | 0:48  |
| 27 | 視線！ポケモンコレクター             | Vigyázz! Pokémon-gyűjtő          | 0:28  |
| 28 | トバリシティ（夜）                   | Tobari város (Este)              | 1:36  |
| 29 | ゲームコーナー                       | Játéksarok                       | 1:24  |
| 30 | スロット当たり                       | Pénznyeremény a játékgépnél      | 0:19  |
| 31 | スロット大当たり                     | Jackpot!                         | 0:17  |
| 32 | 視線！ギャンブラー                   | Vigyázz! Szerencsejátékos        | 0:29  |
| 33 | ２０９ばんどうろ（夜）               | 209-es út (Este)                 | 1:21  |
| 34 | キッサキシティ（夜）                 | Kisszaki város (Este)            | 1:56  |
| 35 | ２１６ばんどうろ（夜）               | 216-os út (Este)                 | 1:52  |
| 36 | みずうみのくうどう                   | Tavi barlang                     | 1:10  |
| 37 | 戦闘！ユクシー・エムリット・アグノム | Csata! Agnome, Emrit, és Yuxie   | 1:56  |
| 38 | ２１０ばんどうろ（夜）               | 210-es út (Este)                 | 1:19  |
| 39 | ポケトレで発見！                     | PokéRadar találat!               | 0:24  |
| 40 | ナギサシティ（夜）                   | Nagisza város (Este)             | 1:32  |
| 41 | 視線！げいじゅつか                   | Vigyázz! Festő                   | 0:38  |
| 42 | ふれあいひろば                       | Esemény Pláza                    | 1:00  |
| 43 | アクセサリーゲット                   | Kiegészítő megszerzése           | 0:04  |
| 44 | ヨスガシティ（夜）                   | Joszuga város (Este)             | 1:13  |
| 45 | コンテスト会場                       | Versenyaréna                     | 0:34  |
| 46 | ポフィン                             | Poffin                           | 0:36  |
| 47 | スーパーコンテンスト！               | Szuper Verseny!                  | 0:54  |
| 48 | コンテスト！ドレスアップ             | Verseny! Felöltöztetés           | 1:02  |
| 49 | ダンス かんたん                      | Könnyű tánc                      | 1:23  |
| 50 | ダンス むずかしい                    | Nehéz tánc                       | 1:22  |
| 51 | コンテスト！結果発表                 | Verseny! Eredményhirdetés        | 0:20  |
| 52 | コンテスト優勝！                     | Versenygyőzelem!                 | 0:20  |
| 53 | ２２８ばんどうろ（夜）               | 228-as út (Este)                 | 0:53  |
| 54 | リッシこのほとり（夜）               | Rissi övezet (Este)              | 1:30  |
| 55 | ファイトエリア（夜）                 | Csataövezet (Este)               | 1:07  |
| 56 | バトルタワー                         | Csatatorony                      | 1:05  |
| 57 | ２２５ばんどうろ（夜）               | 225-ös út (Este)                 | 1:23  |
| 58 | ハードマウンテン                     | Kemény-hegység                   | 1:16  |
| 59 | 戦闘！伝説のポケモン                 | Csata! Legendás pokémon          | 1:07  |
| 60 | ふしぎなおくりもの                   | Rejtélyes ajándék                | 0:20  |
| 61 | ポケモンリーグ（夜）                 | Pokémon Liga (Este)              | 1:22  |
| 62 | 決戦！ポケモンリーグ                 | Döntő összecsapás! Pokémon Liga  | 1:22  |
| 63 | 四天王登場！                         | Az Elit Négyes színre lép!       | 0:23  |
| 64 | 戦闘！四天王                         | Csata! Elit Négyes               | 1:38  |
| 65 | 四天王に勝利！                       | Elit Négyes legyőzve!            | 0:19  |
| 66 | チャンピオン シロナ                  | A bajnok, Sirona                 | 0:44  |
| 67 | 戦闘！チャンピオン                   | Csata! Bajnok                    | 1:31  |
| 68 | チャンピオンに勝利！                 | Bajnok legyőzve!                 | 0:40  |
| 69 | 栄光の部屋                           | Dicsőség Csarnoka                | 1:14  |
| 70 | 殿堂入りおめでとう！                 | Gratulálunk a teljesítményedhez! | 0:47  |
| 71 | エンディング                         | Stáblista                        | 4:37  |

## Fogadtatás
A Pokémon Diamond és a Pokémon Pearl verziók fogadtatása pozitívabb volt, mint a Pokémon Firered és Pokémon LeafGreen verzióké, és pozitívabb volt a Pokémon Ruby és a Pokémon Sapphire verziókénál is. A játékok japán változata 85 pontot ért el százból a Metacriticen, és 85%-ot („általában pozitív kritikák” minősítést) a Game Rankingsen. A legtöbb pontot (92 pont) az Official Nintendo Magazine, a legkevesebbet (67 pont) a Game Revolution adta. Ryan Davis a GameSpottól 8.5 pontot adott a tízből (azaz „nagyszerű” minősítést), és a játékokat „a valaha készült legszélesebb körű funkciókkal bíró Pokémon játék”-nak nevezte. Az IGN és a GameZone ugyancsak 8.5 pontot adott a tízből. A brit Official Nintendo Magazine 92%-ra értékelte a játékokat, a GameSpy pedig 5-ből 4.5 pontot adott nekik. A játékok valamivel negatívabb kritikát kaptak a ComputerAndVideoGames.comtól, mint a Pokémon Ruby és Sapphire verziók, de a 1UP.comtól „A-” minősítést kaptak, ami jobb, mint a Ruby és a Sapphire „B-” minősítése.
A legtöbb kritika szerint, bár a játékmenet és a cselekmény nagy része változatlan maradt az eredeti Pokémon játékokhoz képest, a Diamond és a Pearl verziók ettől függetlenül lebilincselő játékok. Ryan Davis a Gamespottól azt mondta róluk, hogy „Egy kissé meglepő, hogy milyen jól érvényesül az eredeti felállás a Diamond és Pearl játékokban, ami azt bizonyítja, hogy a sorozat erős alapokon nyugszik és a játékok alapötleteinek a megvalósítása is minőségi.” A játékok Wi-Fi kompatibilitása is pozitív fogadtatásra talált. A 1UP.com a „legnagyobb fejlődés”-nek nevezte a vezeték nélküli kapcsolat beépítését. A Gamespot és a GameSpy is a játék pozitív oldalához sorolta az online játékot és a rendszert „stabil”-nak és „valószínűleg a legjelentősebb újítás”-nak nevezték. A ComputerAndVideoGames.com azt mondta a Global Trade Centerről, hogy „A Pokémon végre valóban elevennek hat, azóta először, amióta a kilencvenes évek végén a játszóterek a szörnyektől voltak hangosak – ezért azonnal megbocsátunk a Game Freaknek, amiért technikai szempontból olyan makacsok, amint bekapcsoljuk a DS-ünket, és meglátjuk a 100-as szintű Munchlaxet, amire olyan régóta vártunk, a játékunkban.”
A játékok grafikáját is általában pozitívan fogadták. A Gamespot kiemelte a 2D és 3D grafikák keverését, mint jó tulajdonságot, a GameZone pedig azt írta, hogy a grafika „jobb, mint amilyennek eredetileg elképzeltem”, és azt is, hogy „még soha nem mutatott ilyen jól egy Pokémon játék hordozható konzolon.” A GameSpyon azt írták, hogy a játékok grafikája, bár egyszerű, mégis izgalmassá teszi a játékokat. A ComputerAndVideoGames.com azonban azt írta, hogy „az úgynevezett 3D nem jelent túl sokat: kimerül némi nézőpontváltásban, és a DS grafikai motorjának hosszú pihenésében a furcsa, hipnotikus szélmalom, és a köd effekt között”. A hangokat sok kritika érte: az IGN szerint a pokémonok hangjai még mindig „sikítások az eredeti Game Boy minőségével”, a zene pedig, bár fejlettebb, de még mindig nagyjából a Game Boy Advance szintjén van. A GameZone szerint sem fejlődtek a hangok: „Ez [a hangok] az egyetlen terület, ami egy lépést sem haladt előre. Még mindig monoton és nem fejlődött semennyit sem a GBA játékok óta.” A Gamespot a játékok negatív jellemzői között az „újrahasznosított” hangokat jelölte meg.
Az először Japánban, 2006-ban kiadott Pokémon Diamond és Pearl verziók büszkélkedhetnek a Pokémon játékok között a legjobb első héttel eladások tekintetében, és a szigetországban ezek a játékok rendelkeznek a megjelenés utáni legjobb eladási héttel az összes Nintendo DS-játék közül. Negyvenhat napon belül hárommillió példány kelt el a játékokból: ilyen gyorsan semelyik másik Nintendo DS játékból sem adtak el ennyi példányt. Év végére már ötmillió példányra nőtt az eladott példányok száma (mindössze három hónap alatt), ezáltal a Pokémon Diamond és a Pokémon Pearl verziók lettek a legtöbb eladott példánnyal rendelkező Pokémon játékok Japánban. Az Egyesült Államokban az előrendelések meghaladták az 500 000 darabot. Ez kétszer akkora mennyiség, mint a Pokémon FireRed és LeafGreen verziók előrendeléseinek száma. A megjelenés utáni öt napon belül a játékokból körülbelül egymillió példány kelt el, ezáltal ezek lettek a leggyorsabb eladással rendelkező Pokémon játékok a Pokémon Platinum verzió megjelenéséig. A játékok a hetedik legjobban eladott videójátékok lettek 2007-ben, körülbelül 4.27 millió eladott példánnyal az Egyesült Államokban; 2009 elején az eladások 5.3 eladott példány fölé szöktek. 2008. március 31-i adatok szerint a Pokémon Diamond és a Pokémon Pearl verziók együttesen 14.77 millió példányban keltek el, vagyis egymillióval több példányt adtak el belőlük, mint a Pokémon Ruby és aPokémon Sapphire verziókból, és körülbelül hárommillióval többet, mint a Pokémon FireRed és a Pokémon LeafGreen verziókból. A játékok az alapgépek eladásait is növelték az Egyesült Államokban: 471 000 Nintendo DS-t adtak el velük és 20%-kal növelték a videójáték-eladásokat 2007 áprilisában az előző évi eladásokhoz képest. Európában a játékokból csupán hét hét alatt 1.6 millió példány kelt el, és a spanyol, a német és a brit eladási listáknak is az élére kerültek. Továbbá több, mint tízmillió pokémon-cserét bonyolítottak le Wi-Fin. A G4 televíziócsatorna 2007-es G-phoria nevű díjkiosztóján ezek a játékok nyerték a „Legjobb hordozható játék” díját, és jelölték a „Legjobb RPG” díjra is. 2008-ban a Pokémon Diamond és a Pokémon Pearl verziókat jelölték a British Academy of Film and Television Arts „Gyerekek rajongói szavazata” díjra is. Az IGN Best of 2007 Awards díjkiosztóján a Diamond és a Pearl verziók lettek a legjobb online multiplayer játékok és a legjobb RPG játékok. A 2006-os Famicú Game Awardson a Diamond és a Pearl verziók nyerték a „Legsikeresebb játék” díjat és a Final Fantasy XII-vel holtversenyben az „Év játéka” díjat. A játékok az Official Nintendo Magazine minden idők száz legjobb Nintendo játéka listáján a huszadik helyezést érte el.
Magyarországon az 576 Konzol magazin 8 pontosra értékelte a játékokat: a játékok grafikájára elmegy, a játszhatóságára és a szavatosságára kiváló, a zene/hangra siralmas, a hangulatra jó értékelést adott. Pozitívumként jegyezte meg a magazin, hogy jó a története és a megvalósítás, a játékok kivitelezését azonban negatívumként hozta fel. A magazin szerint a franchise és az RPG-k rajongói számára kötelező darab, viszont a többiek számára kihagyható a két játék.

## Kapcsolódó játékok

### Pokémon Platinum verzió
A Pokémon Platinum verzió a Pokémon Diamond és a Pokémon Pearl verziók kibővített változata ugyanúgy, ahogy a Pokémon Yellow verzió a Pokémon Red és Blue verzióknak, ahogy a Pokémon Crystal a Pokémon Gold és Silver verzióknak, és ahogy a Pokémon Emerald kibővített verziója a Pokémon Ruby és Sapphire verzióknak. 2008. szeptember 13-án adták ki Japánban a Nintendo DS hordozható konzolra. Észak-Amerikában 2009. március 22-én, Ausztráliában és Európában pedig 2009. május 14-én, illetve 2009. május 22-én jelent meg.
A játék „kabalája” Giratina, vagyis ő szerepel a borítóterven, és a játék bemutatja Giratina Origin Forme-ját, egy új alakját a pokémonnak, amiben a Pokémon: Giratina and the Sky Warrior-ben láthattuk. A játék cselekményében új pontként szerepel Giratina felébresztése, miután a pokémon átjárót nyit az úgynevezett Distortion Worldbe, egy párhuzamos dimenzióba, ahol nem érvényesek a fizikai törvények. További új funkcióként a Platinumban megtalálható a Pokémon Emeraldból ismerős Battle Frontier; a Wi-Fi Plaza, ami egy olyan pláza, ahol a játékos minijátékokat játszhat más játékosokkal a világ bármely pontjáról a Wi-Fi kapcsolat segítségével; és a Vs. Recorder, aminek a segítségévela játékos elmentheti és lejátszhatja a barátaival vívott csatáit videón. Shaymin, akit Japánban a fent említett mozifilmre látogató nézők között, Amerikában pedig egy Toys ”R” Us promóció során osztottak szét, szintén új alakot kapott a Platinum verzióban, a Sky Forme-ot. Amikor Shaymint a Diamond vagy a Pearl verzióba cserélik, visszaváltozik Sky Forme-ból eredeti alakjába, a Land Forme-ba. A Platinum verzióban szereplő új tárgy, a Gracidea Flower segítségével (amit egy promóciós Shaymin révén lehet megszerezni) változtatható Shaymin Sky Forme-jába. Ha a különleges Regigigast, amit a Giratina to szora no hanataba: Shaymin filmhez előrendelt mozijegyhez adtak, a Diamond vagy a Pearl verzióból a Platinum verzióba cseréljük, egy különleges eseményt aktivál, aminek a segítségével elkaphatjuk Regirockot, Regice-t és Registeelt a Platinum verzióban. Akárcsak Shaymint, Regigigast is szétosztotta Amerikában a Toys ”R” Us. Az eddig említett újdonságokon kívül a játékban Rotom öt új alakját is bemutatták. Ezek közül bármelyiket el lehet érni a Secret Key segítségével, amit a Platinum verzió Mystery Gift funkciójával lehetett letölteni.
A Pokémon Platinum verzióból egymillió példány kelt el a japán megjelenés utáni két nap során 2008. decemberére a Platinum verzióból körülbelül 2.2 millió példány kelt el, ezáltal Japánban 2008 legjobban eladott Nintendo DS-játéka és a második legjobban eladott videójátéka lett. 2009. március 21-én, egy nappal a Platinum verzió megjelenése előtt a Nintendo a megjelenés tiszteletére rendezvényt szervezett a New York-i Nintendo World Store-ban. Négy nap alatt a játékból 805 000 példány kelt el az Egyesült Államokban; abban a hónapban ez volt a második legtöbb eladott példány videójátékokból. A Platinummegjelenés előtti tesztjében Kat Bailey a 1UP.comtól elismeréssel beszélt a játék sok grafikai újításáról, és a sok újításról: „A Pokémon rajongók semmiben sem fognak hiányt szenvedni a Platinummal. Még ha be is fejezik a történetet, abbahagyják a Battle Recorderrel a szórakozást, és végigcsinálják a Battle Frontiert, akkor is van elég verseny és küldetés ahhoz, hogy ne unatkozzanak. Ha egyszer belefogtál a játékba, egy ideig nem fogod tudni abbahagyni.” A Famitsu 9/9/9/9 pontot, összesen 36-ot adott a játéknak, és azt mondta róla, hogy „A történet új részeitől a Battle Frontierig rengeteg jó újdonságot találunk a játékban, és rengeteg dolgot kapsz a pénzedért.” Craig Harris az IGN-től a Platinum verziónak 10-ből 8.8 pontot adott; elismeréssel beszélt az új Distortion Worldről, azonban úgy érezte, hogy a „gyenge kinézet” nehézkessé tette a játékot a Distortion Worldben, és hogy az újdonságok nem voltak elég jelentősek ahhoz, hogy azok is megvegyék a játékot, akik már játszottak a Diamond és a Pearl verziókkal. Hasonlóképpen a Game Informer 8.5 pontot adott tízből, és „jó RPG”-nek tartotta a játékot, azonban úgy érezte, hogy a Platinum „Nem éri meg az előző játékokhoz képest szinte változatlan játékkal játszani, hacsak nem vagy igazi fanatikus”.

### My Pokémon Ranch
A My Pokémon Ranch (みんなのポケモン牧場; Hepburn: Minna no Pokemon Bokudzsó, ’Mindenki Pokémon-farmja’) egy Wii játék, amit az Ambrella fejlesztett, és a WiiWare rendszeren keresztül tölthető le. 2008. március 25-én, Japánban jelent meg először, később pedig Észak-Amerikában 2008. június 9-én, Európában pedig 2008. július 4-én vált elérhetővé 1000 Wii Pontért. Akárcsak Nintendo GameCube Pokémon Box: Ruby and Sapphire című játéka, a My Pokémon Ranch is lehetővé teszi, hogy a játékosok pokémonokat küldjenek a Pokémon Diamond és a Pokémon Pearl verziókból. A játékba küldött pokémonok 3D grafikával vannak ábrázolva és kapcsolatba léphetnek a játékos Mii-jeivel. A játék japán változata kompatibilis a Pokémon Platinum verzióval is, azonban a nem japán változatok nem kompatibilisek az említett játékkal, mivel csak Japánban jelent meg a kompatibilitást lehetővé tévő frissítés.

## Fordítás
Ez a szócikk részben vagy egészben a Pokémon Diamond and Pearl című angol Wikipédia-szócikk fordításán alapul.  Az eredeti cikk szerkesztőit annak laptörténete sorolja fel. Ez a jelzés csupán a megfogalmazás eredetét és a szerzői jogokat jelzi, nem szolgál a cikkben szereplő információk forrásmegjelöléseként.